# Estadio 20 de Noviembre
El Estadio 20 de Noviembre es un estadio de béisbol que está localizado en la ciudad de San Luis Potosí, San Luis Potosí, México. Albergó béisbol de la Liga Mexicana durante las distintas etapas del equipo desde la temporada de 1946 hasta la temporada de 2006. Tiene una capacidad para 6,500 aficionados.
El estadio fue casa de los Tuneros de San Luis durante las décadas de los cuarenta, principios de los cincuenta, los ochenta, principios de los noventa y una última etapa del 2004 al 2006.
Se encontraba en pésimas condiciones para la práctica del béisbol, y solamente se utilizaba para distintos eventos musicales. hasta ser remodelado en el 2018 y alberga encuentros de pretemporada de la Liga Mexicana de Béisbol.